# گوران یرکوویچ
گوران یرکوویچ (به صربی: Goran Jerković) (زادهٔ ۱۰ نوامبر ۱۹۸۶ - لیون) بازیکن فوتبال فرانسوی صربتبار است که سابقه بازی در تیم استقلال تهران و سیاه جامگانرا دارد.

## باشگاهی
این بازیکن جوان فوتبال خود را در آکادمی تیم بزرگ و معروف لیون فرانسه آغاز کرد و در
سال ۲۰۰۳–۲۰۰۴ در تیم زیر ۱۹ سال این باشگاه توپ زد.
پس از آن راهی لیگ دسته چهارم فرانسه شد و در تیم المپیاکوس در سال ۲۰۰۴–۲۰۰۵ توپ
زد.
سال ۲۰۰۵ از این تیم جدا و به آس لیون پیوست و دو فصل را در این تیم سپری کرد. یک
فصل به‌طور قرضی به تیم ویلافرانس رفت و دوباره به تیم لیون بازگشت.
پس از یک سال دیگر حضور در تیم لیون، از کشور فرانسه به بلژیک رفت تا در لیگ این تیم
توپ بزند.
از سال ۲۰۰۸ تا سال ۲۰۱۰ را در لیگ حرفه‌ای بلژیک و تیم رویال المپیک بلژیک سپری کرد،
پس از آن لیگ این کشور را نیز ترک کرد و به تیم ژالگیریس در کشور لیتوانی رفت.
گوران یک نیم فصل در ژالگیریس بازی کرد و پس از آن به‌طور قرضی به باشگاه ویلینیوس
لیتوانی پیوست.
این بازیکن دو بار در لیگ قهرمانان اروپا به میدان رفته که حاصل آن یک گل
و یک پاس گل بوده‌است. او در باشگاه Buriram United یکی از باشگاه‌های مطرح لیگ برتر تایلندتوپ می‌زد
او با حضور در این باشگاه توانست آقای گل لیگ تایلند نیز شود.

### استقلال
وی در بازی مقابل داماش گیلان اولین گل خود را برای استقلال به ثمر رساند. این گل که پانصدمین گل تاریخ باشگاه استقلال بود در گیلان به ثمر رسید. از دیگر گلهای مهم گوران برای استقلال می‌توان گل در دقیقه ۹۰ بازی مقابل الریان قطر در جام باشگاه‌های آسیا و همچنین مقابل نسف قرشی ازبکستان و گل قهرمانی استقلال در جام حذفی را نیز نام برد

## خداحافظی از فوتبال
وی در تاریخ ۳۰ سپتامبر ۲۰۲۱ وی با انتشار پستی از خداحافظی خود از فوتبال خبر داد.

## افتخارات
- قهرمانی جام حذفی۹۱–۱۳۹۰ به همراه استقلال تهران
- قهرمانی جام اتحادیه تایلند ۲۰۱۲ به همراه بوریرام یونایتد
- قهرمانی جام حذفی تایلند ۲۰۱۲ به همراه بوریرام یونایتد
- قهرمانی جام پادشاهی بحرین ۲۰۱۹ به همراه ریفا شرقی

### فردی
- آقای گل جام حذفی تایلند ۲۰۱۲ با ۹ گل